# Ozopactus ernsti
Ozopactus ernsti är en spindelart som beskrevs av Simon 1889. Ozopactus ernsti ingår i släktet Ozopactus och familjen fågelspindlar.
Artens utbredningsområde är Venezuela. Inga underarter finns listade i Catalogue of Life.